# Skiddaw (parish)
Skiddaw var en civil parish 1858–1934 när det uppgick i Underskiddaw,  i grevskapet Cumbria i England. Parish var belägen 15 km från Cockermouth. Parish hade 5 invånare år 1931.